# Энтони Несчастный
«Энтони Несчастный» («Энтони Эдверс»; англ. Anthony Adverse) — американский художественный фильм 1936 года, экранизация романа Херви Аллена. Лауреат 4 премий «Оскар».

## Сюжет
Энтони Эдверс — незаконнорождённый сын Марии Боннифитер, супруги жестокого и бесчестного Дона Луиса, и Дениса Мура. Узнав о связи жены с Муром, Дон Луис вызывает его на дуэль и убивает. Мария умирает, и Дон Луис отправляет ребёнка на воспитание в монастырь, сообщив отцу Марии, Джону Боннифитеру, что младенец родился мёртвым.
Через десять лет Энтони попадает в дом Боннифитера, тот случайно узнаёт, что мальчик его внук, но решает хранить это в тайне.
Повзрослев, Эдверс берёт в жёны Анджелу, но вскоре после свадьбы уезжает по поручению Боннифитера в Гавану. Предположив, что Эдверс её бросил, Анджела начинает карьеру оперной певицы. Спустя несколько лет Эдверс возвращается в Италию. Боннифитер скончался, а его экономка Фэйт вышла замуж за Дона Луиса, и теперь они намереваются заполучить наследство Боннифитера. Чтобы помешать им, Эдверс едет в Париж, встречает там Анджелу и узнаёт, что она родила ему сына. Обнаружив, что она стала любовницей Наполеона, Энтони забирает ребёнка и покидает Европу.

## В ролях
- Фредрик Марч — Энтони Эдверс
- Оливия де Хэвилленд — Анджела Джузеппе
- Клод Рейнс — Дон Луис
- Анита Луиз — Мария
- Аким Тамиров — Карло
- Гейл Сондергард — Фэйт Палеологус
- Эдмунд Гвенн — Джон Боннифитер
- Клара Бландик — миссис Джорам
- Ролло Ллойд[англ.] — Наполеон Бонапарт
- Ральф Морган — синьор Дебрильи
- Джозеф Крехан — капитан Элайша Джорэм
- Дональд Вудс — Винсент Нольт
- Рафаэла Оттиано — сеньора Бувино
- Мэрилин Ноулден — Флоренс Адни

## Награды и номинации
Перечень наград и номинаций — на сайте IMDb.
| Год  | Премия | Категория                            | Имя              | Результат |
| ---- | ------ | ------------------------------------ | ---------------- | --------- |
| 1937 | Оскар  | Лучший фильм                         |                  | Номинация |
| 1937 | Оскар  | Лучшая актриса второго плана         | Гейл Сондергард  | Победа    |
| 1937 | Оскар  | Лучшая музыка к фильму               | Лео Ф. Форбштайн | Победа    |
| 1937 | Оскар  | Лучшая работа художника-постановщика | Антон Грот       | Номинация |
| 1937 | Оскар  | Лучший ассистент режиссёра           | Уильям Кэннон    | Номинация |
| 1937 | Оскар  | Лучшая операторская работа           | Тони Гаудио      | Победа    |
| 1937 | Оскар  | Лучший монтаж                        | Ральф Доусон     | Победа    |